# Мирко и Славко (филм)
Мирко и Славко је ратни филм из 1973. године. Режирао га је Бранимир Тори Јанковић, који је написао и сценарио. Главне улоге играли су Владимир Раденковић и Драган Радоњић.

## Улоге
| Глумац                   | Улога                 |
| ------------------------ | --------------------- |
| Владимир Раденковић      | Мирко                 |
| Драган Радоњић           | Славко                |
| Предраг Бојак            | Гавра                 |
| Љиљана Станковић         | Милена                |
| Тамара Бојковић          | Млада                 |
| Предраг Стефановић       | Цицко                 |
| Петар Ђуровић            | Дрда                  |
| Велимир Бата Живојиновић | Партизански Командант |
| Јован Јанићијевић Бурдуш | Ковач                 |
| Зорана Јанковић          | Миленина мајка        |
| Бранислав Миленковић     | Музичар               |
| Мирко Бабић              | Партизан              |
| Зорица Миладиновић       | Партизанка            |
| Деметер Битенц           | Немачки командант     |
| Бојан Марошевич          | рањени Немац          |
| Драгомир Станојевић      | Немац                 |